# Xavier Mbuyamba
Xavier Mbuyamba (Maastricht, 31 de diciembre de 2001) es un futbolista neerlandés que juega de defensa en el F. C. Volendam de la Eredivisie.

## Trayectoria
Tras formarse como futbolista en las categorías inferiores del MVV Maastricht, finalmente el 9 de noviembre de 2018 debutó con el primer equipo en la Eerste Divisie contra el FC Volendam. En 2019 se marchó a la disciplina del F. C. Barcelona, donde permaneció en el equipo juvenil y en el filial, con el que llegó a estar convocado el 25 de enero de 2020 contra el SD Ejea, aunque no llegó a debutar. El 20 de agosto de 2020 se marchó al Chelsea F. C. Tras jugar varios partidos con el filial, y no terminar de dar el salto al primer equipo, se marchó traspasado en el mercado estival de 2022 al F. C. Volendam.

## Estadísticas

### Clubes
Actualizado al último partido disputado el 8 de noviembre de 2024.
| Club                          | Div.          | Temporada     | Liga  | Liga  | Copas nacionales | Copas nacionales | Copas internacionales | Copas internacionales | Total | Total |
| Club                          | Div.          | Temporada     | Part. | Goles | Part.            | Goles            | Part.                 | Goles                 | Part. | Goles |
| ----------------------------- | ------------- | ------------- | ----- | ----- | ---------------- | ---------------- | --------------------- | --------------------- | ----- | ----- |
| MVV Maastricht · Países Bajos | 2.ª           | 2018-19       | 11    | 0     | 0                | 0                | —                     | —                     | 11    | 0     |
| MVV Maastricht · Países Bajos | Total club    | Total club    | 11    | 0     | 0                | 0                | 0                     | 0                     | 11    | 0     |
| F. C. Volendam · Países Bajos | 1.ª           | 2022-23       | 28    | 5     | 2                | 0                | —                     | —                     | 30    | 5     |
| F. C. Volendam · Países Bajos | 1.ª           | 2023-24       | 9     | 0     | —                | —                | —                     | —                     | 9     | 0     |
| F. C. Volendam · Países Bajos | 2.ª           | 2024-25       | 12    | 3     | 1                | 0                | ―                     | ―                     | 13    | 3     |
| F. C. Volendam · Países Bajos | Total club    | Total club    | 49    | 8     | 3                | 0                | 0                     | 0                     | 52    | 8     |
| Total carrera                 | Total carrera | Total carrera | 60    | 8     | 3                | 0                | 0                     | 0                     | 63    | 8     |